# کلاته عبدل (طرقبه شاندیز)
کلاته عبدل روستایی در دهستان طرقبه بخش طرقبه شهرستان بینالود استان خراسان رضوی ایران است.

## جمعیت
بر پایه سرشماری عمومی نفوس و مسکن در سال ۱۳۹۵ جمعیت این روستا ۳۲۲ نفر (۱۰۳خانوار) بوده‌است.